# やまもとりえ
やまもと りえは、日本のイラストレーター、漫画家。

## 作品リスト

### Web上の作品
- 赤すぐみんなの体験記（赤すぐnet）
- 子育てエッセイ漫画（Conobie）

書籍化済み
- Aさんの場合。（コフレ[2]）
- 30歳女子、ネコを飼いはじめました。（ねこねこ横丁[3]）
- 本当の「頑張らない育児」（Conobie[1]）
- ねこでよければ（ねこねこ横丁[4]）

### 書籍
- Aさんシリーズ
  1. Aさんの場合。（2016年12月、祥伝社）
  2. Aさんの恋路。（2018年7月、祥伝社）
- 今日のヒヨくん 新米ママと天パな息子の ゆるかわ育児絵日記（2017年5月、角川書店）
- 本当の頑張らない育児（2018年7月25日発売[1]、ホーム社）
- 30歳女子、ネコを飼いはじめました。（2018年10月25日発売[3]、ホーム社）
- お母さんは心配症!? ヒヨくんあっくん育児日記（2018年12月、祥伝社）
- お母さんは息子推し ヒヨくんあっくん成長日記（2019年10月、祥伝社）
- ねこでよければ。（2020年[4] - 2022年[5]、ホーム社、全4巻）
- わたしが誰だかわかりましたか？（2023年2月16日発売[6]、KADOKAWA）

### イラストレーション掲載
- 収納王子コジマジックの書いてハッピー♪ お片づけノート（著：収納王子コジマジック、2013年8月、遊タイム出版）
- ちょっと理系な育児（著：牧野すみれ、京阪神エルマガジン社）